# Beczułkowate
Beczułkowate (Orculidae) – rodzina lądowych ślimaków trzonkoocznych (Stylommatophora), charakteryzujących się cylindryczną muszlą o wielu niskich skrętach, wysokości 3–10 mm i żeberkowanej powierzchni.
Występują w Europie i na Bliskim Wschodzie. W zapisie kopalnym znane są z paleocenu. W Polsce występuje dwóch przedstawicieli tej rodziny – poczwarówka okazała (Orcula dolium) i poczwarówka maczugowata (Sphyradium doliolum); zaliczana dawniej do beczułkowatych i objęta w Polsce ścisłą ochroną gatunkową poczwarówka pagoda (Pagodulina pagodula) jest obecnie zaliczana do rodziny Pagodulinidae.

## Systematyka
W 2017 roku z beczułkowatych wydzielono dwie osobne rodziny:
- Odontocycladidae – wcześniej klasyfikowana jako podrodzina (Odontocycladinae)[1][7]
- Pagodulinidae – monotypowa, obejmująca tylko rodzaj Pagodulina, wcześniej niekiedy wydzielany do podrodziny Pagodulininae[4][5].

Obecnie w obrębie rodziny Orculidae wyróżnia się następujące rodzaje:
- Alvariella Hausdorf, 1996
- Nordsieckula Harl & Harzhauser, 2014 †
- Orcula Held, 1838
- Orculella Steenberg, 1925
- Pilorcula Germain, 1912
- Pupilorcula Steklov, 1966 †
- Schileykula E. Gittenberger, 1983
- Sphyradium Charpentier, 1837

Rodzajem typowym rodziny jest Orcula.